# Instituto Rey Sejong
El Instituto Rey Sejong (en Hangul 세종학당) es una fundación establecida por el gobierno de Corea del Sur que fomenta el aprendizaje del idioma coreano en todo el mundo. Fue fundada en 2007. Su nombre hace referencia al rey Sejong, creador del alfabeto coreano. Cuenta con 248 institutos alrededor del mundo. En Suramérica tiene institutos en Argentina, Bolivia, Brasil, Ecuador, Uruguay, Chile, Colombia, Paraguay y Perú. 